# Sphinxis pubescens
Sphinxis pubescens är en skalbaggsart som beskrevs av Roelofs, W. 1875. Sphinxis pubescens ingår i släktet Sphinxis, och familjen vivlar. Inga underarter finns listade i Catalogue of Life.